# Pterolophia dayremi
Pterolophia dayremi är en skalbaggsart som beskrevs av Stefan von Breuning 1940. Pterolophia dayremi ingår i släktet Pterolophia och familjen långhorningar. Inga underarter finns listade i Catalogue of Life.